# Casal Valadares
Casal Valadares é uma aldeia da freguesia de Lourinhã.